# Heréd
Heréd község Heves vármegyében, a Hatvani járásban.

## Fekvése, éghajlata
A vármegye nyugati határánál, a Cserhátalján fekszik, Hatvantól 6 kilométerre északnyugatra. Éghajlata mérsékelten meleg, mérsékelten száraz. A csapadék évi összege 530–610 mm, az évi középhőmérséklete 9,5-10 °C, az évi napsütéses órák száma 1920 körül alakul. Leggyakrabban északnyugati szél fúj.
Az enyhén délkeletnek lejtő dombság legnagyobb tengerszint feletti magassága 157,8 méter (Kerek-halom). Enyhén szeizmikus terület, természetes vizekben szegény. A falun a Bér-patak folyik át, a település déli határát a Nógrádi-patak képezi. A talajvíz 5–6 méter mélyen található, kémiai összetevői a kalcium, magnézium és a hidrogén-karbonát.
Természetes növényzetének maradványai a löszpusztagyepek; értékesebb lágyszárú fajai a homoki kikerics (Colchicum arenarium), a naprózsa (Fumana procumbens), a kőhúr (Minuartia spp.) és a pilisi bükköny (Vicia sparasiflora). Állatai jellemzően kisvadak és különböző madárfajok. Erdőterülete elenyésző. Jellemző talajok: a csernozjom és a barna erdei talaj.

### Megközelítése
Csak közúton érhető el, Hatvan vagy Nagykökényes érintésével a 2111-es, Lőrinci felől pedig a 2133-as úton. Külterületei közt elhalad a 21-es főút, illetve érinti a határszélét még a 2401-es út és a 24 101-es számú mellékút is.
Vasútvonal nem érinti, a legközelebbi vasúti csatlakozási lehetőséget a Hatvan–Somoskőújfalu-vasútvonal Lőrinci megállóhelye kínálja. A távolsági autóbusz-közlekedése jó, óránként indulnak Volánbusz-járatok Hatvanba.

## Története
A község nevét az 1200-as évekből több oklevél említi, ez időben lakói a nemesi közösségben élő palócok. Építészetében, népviseletében és népszokásaiban még napjainkban is meghatározó a palóc hagyomány. Mocsáry Antal 1826-ban kiadott kétkötetes, Nemes Nógrád Vármegyének Históriai, Geográphiai és Statistikai Esmértetése című munkájában (233 oldal) ezt írja:
"Heréd Nógrád Vármegye' szélén, 's Pest Vármegye' kezdeténél fekvő magyar falu, melynek ezen szép térségen hasznos földje 's rétje van, és szőleje ön szükségére. Földes Ura nagyobb részint B. Podmanitzky Uraság, a' ki is itt egy alkalmatos gazdaságbeli épületet emeltetett. 1747. ezt. a' Lőrintzi anya-templomtól elválasztatott, 's most magának vagyon anya-temploma. Ev. is vannak 80. Mostani Plébánosa Kovács Antal. Filiáléjai Sáp és Varsány, a'hol 144. R.C. és 53. Evang. vagynak." A Borovszky Samu által szerkesztett Magyarország vármegyéi és városai. Magyarország Monográfiája című kiadványban "Heréd. Heves megye határán fekvő magyar kisközség. A körjegyzőség székhelye. Házainak száma 289, lakosaié 1956 a kik róm. kath. vallásúak. Postája helyben van, távírója és vasúti állomása Lőrinczi. Elsőízben 1461-ben Kartal és Verseg határleírásánál fordul elő. A XVI. század közepétől kezdve a török hódoltsághoz tartozott. 1633-34-ben a váczi nahije községei között találjuk, összesen 3 adóköteles házzal.
1715-ben 30, 1721-ben 21 magyar háztartást írtak össze. 1740-ben Podmaniczky János, 1770-ben Podmaniczky János és Sándor, Maithényi Károly, Imre és Péter özvegye, továbbá a Blaskovich család volt a helység földesura. Később is a Podmaniczkyak birtokában volt, majd Brüll Henrik Géza örököseinek és báró Hatvany Sándornak volt itt nagyobb birtoka. Az egykori, 1901-ben újjáépíttetett báró Podmaniczky-kastély is Brüll Henrik Géza örököseihez került.
1873-ban itt is a kolera pusztított. A római katolikus és evangélikus templom a XVIII. század vége felé épült. E községhez tartoznak Malomsáp- és Veressáp-puszták; a két puszta helyén állott a középkorban Sáp község, melyről 1460-ban emlékeznek meg az oklevelek.
Koromsáp 1740-ben Podmaniczky János birtoka volt. E helységhez tartozik még az Új-puszta és Künszler-tanya.
A község területe 1956. február 1-jén 2 500 kat. hold volt. A népesség 1949. január 1-jén 2 232 fő, amelyből 58%-a mezőgazdaságból élt, 1949. január 1-jén 498 lakóház volt, ebből egylakásos 426. A lakások száma 737, az egyszobásoké 452. 1955-ben a faluban 12 kisiparos dolgozott. 1956 elején a mezőgazdasági terület 2 317 kat. hold, melyből 849 kat. hold a szocialista, 1 468 az egyéni szektorban volt. A községben a villanyt 1939-ben vezették be.
A község az 1950-es megyerendezés előtt Nógrád vármegye Sziráki járásához tartozott, majd önálló tanácsú község lett a hatvani járásban. 1969-ben a hatvani járás megszüntetésével Hatvan városkörnyék községe.
1977-től Heréd Községi Közös Tanács néven és székhellyel társközség Nagykökényessel.
Az 1990-es választáson KDNP képviselőjelöltek jutottak mandátumhoz, az 1994. évi választások során független polgármester került (Fazekas András) a testület élére; a megválasztott testület tagjai közül egy kivételével szintén független jelöltek voltak; egy testületi tag a KDNP jelöltjeként nyert.

### Címere
Heréd község címere egy zöld, háromszögű pajzsban, jobb irányban álló, csukott szárnyú, fejével balra forduló arany sas, mely csőrével a hátoldalára támaszkodó, csigavonal rajzolatú ezüst ekevasat tart, két hullámvonalas ezüst pólyára támaszkodva. A címerben a mázak, színek a címertan szabályainak megfelelően jelennek meg. Tervezte és készítette: Herczeg István grafikusművész.
Herczeg István munkáját címerkészítés követelményeinek megfelelően, történelmi kutatással kezdte. Levéltári adatok alapján az az okirat, amelyben községünk neve szerepel, 1222-ből, II. Endre király idejéből származik. A címeravató ünnepséget – zászlószenteléssel, egyházi szertartással – 1998. szeptember 13-án délelőtt 10 órakor a kápolnánál tartották meg.

## Közélete

### Polgármesterei
- 1990–1994: Temesvári József (KDNP)[3]
- 1994–1998: Fazekas András (független)[4]
- 1998–2001: Temesvári József (független)[5]
- 2002–2002: Tihanyi Áron (Független Kisgazdapárt)
- 2002–2006: Kómár József (Klub 2000 Baráti Kör Egyesület)[6]
- 2006–2010: Kómár József (független)[7]
- 2010–2014: Kómár József ((Fidesz–KDNP)[8]
- 2014–2019: Kómár József László ((Fidesz–KDNP)[9]
- 2019–2024: Ilkó-Tóth András (független)[10]
- 2024– : Ilkó-Tóth András (független)[1]

A településen 2002. január 6-ára időközi polgármester-választást írtak ki, az előző polgármester lemondása miatt; a Nemzeti Választási Iroda publikus nyilvántartásából azonban a választás eredményadatai nem állapíthatók meg.
2019-ben indult a "Szépítsünk községet, építsünk közösséget!" elnevezésű program a településen.

## Népesség
A település népességének változása:
| Lakosok száma | 1927 | 1886 | 1877 | 1798 | 1797 | 1784 | 1757 |
|               | 2013 | 2014 | 2015 | 2021 | 2022 | 2023 | 2024 |

2001-ben a település lakosságának közel 100%-a magyar nemzetiségűnek vallotta magát.
A 2011-es népszámlálás során a lakosok 87,8%-a magyarnak, 0,3% cigánynak, 0,4% németnek, 0,2% románnak mondta magát (12,1% nem nyilatkozott; a kettős identitások miatt a végösszeg nagyobb lehet 100%-nál). A vallási megoszlás a következő volt: római katolikus 69,7%, református 2,6%, evangélikus 2,1%, felekezeten kívüli 5,1% (20,2% nem nyilatkozott).
2022-ben a lakosság 92,3%-a vallotta magát magyarnak, 0,3% németnek, 0,2% cigánynak, 0,2% görögnek, 0,1-0,1% bolgárnak, ukránnak, szlováknak és románnak, 2,1% egyéb, nem hazai nemzetiségűnek (7,7% nem nyilatkozott; a kettős identitások miatt a végösszeg nagyobb lehet 100%-nál). Vallásuk szerint 46,5% volt római katolikus, 2,9% református, 1,8% evangélikus, 0,1% görög katolikus, 0,9% egyéb keresztény, 1,1% egyéb katolikus, 8,6% felekezeten kívüli (38% nem válaszolt).

## Infrastruktúra, gazdaság
A településen 27 utca található. A burkolt (portalanított) utak aránya: 100%. Az 1997. év elején a meglévő 750 lakás (ebből 4 önkormányzati) 90%-a vízvezetékkel, 65%-a gázvezetékkel rendelkezett. A vízvezeték a lakásállomány 28%-ában, egyelőre az udvari kifolyóig terjed. A gáz bekötése az 1995. év eredménye. A telefon bevezetése 1982-ben indult, 1994-ben minden igénylő telefonhoz jutott; az ellátottság 70%-os.
A herédi szennyvíztisztító Magyarországon az első szabadtavas jellegű telep; ez a 40 milliós beruházás regionális feladatokat lát el, hiszen Nagykökényest is szolgálja. A csatornarendszer kiépítése mintegy 560 M Ft-ba került. A csatornázás rákötési költségéhez a lakosoknak kezdetben 20 000 Ft-tal kellett hozzájárulniuk.
A kommunális szilárd hulladék szállítása hétfőnként történik.
Tizenegy kereskedelmi bolt és kilenc vendéglátóhely alkotja a kereskedelmi hálózatot, az üzletek közül öt élelmiszerbolt-jellegű.
A vállalkozások szféráját két jogi személyiségű kisvállalkozás, négy betéti társaság és hetvenhét egyéni vállalkozás alkotta az 1995 év elején. Két évvel később negyvenhárom egyéni vállalkozás szerepelt a községi statisztikában. Ezek közül:
- ipari: 10,
- mezőgazdasági: 1,
- kereskedelmi: 11,
- szolgáltató: 21.

A falugazdász körzetet 1995. január 1-jétől Heréden kívül Hatvan, Boldog, Kerekharaszt és Csány települések alkotják. Az Iskola út 4. sz. alatti kastély jelenleg iskolai célokat szolgál. A hagyomány szerint 1908-ban Ady Endre is ellátogatott ide Brüll Adéllal (Lédával). Heréd lakossága a palóc nyelvjáráshoz tartozik. A község lakói túlnyomó többségben római katolikus vallásúak, néhányan evangélikusok. Mindkét felekezetnek külön-külön temploma van.

### Szociológiai jellemzők
A Hatvan–Lőrinci statisztikai körzetben elhelyezkedő község lélekszáma az 1960-as években számottevően csökkent, azt követően csak kisebb lakosságszám-mérséklődés volt tapasztalható; az 1990-es években kis mértékben gyarapodott a falu népessége.
A lakónépesség száma (fő)
- 1949 – 2232
- 1960 – 2500
- 1970 – 2186
- 1980 – 2166
- 1990 – 2073
- 1997 – 2090
- 2022 – 1900

Az egészségügyi alapellátásról a területi kötelezettségű háziorvos gondoskodik.
A község óvodával rendelkezik. Az 50 férőhelyes, 1986-ban épült óvoda rendkívül kihasznált. 1995-ben 4 óvodapedagógus 73 aprósággal foglalkozott.
A 8 tantermes általános iskolában 11 szakképzett pedagógus mintegy kétszáz diákot oktat. A napközis gyerekek száma 20-25 fő.
A közművelődési intézmények közül művelődési ház és önkormányzati könyvtár található a településen. Utóbbi 1970-ben épült és 11 000 kötetes állománya van.

### Mezőgazdaság
Heréd község lakóinak nagy része a jobbágyság ivadéka. A falu népe évszázadokon át a környező uradalmak birtokain, majd saját kis földjeit művelte, ezért még az első világháború előtt is tipikus mezőgazdasági község volt Heréd. A falu képe, gazdálkodása megváltozott 1945 után azzal, hogy a társas gazdálkodás útjára léptek. A földreform során földhöz juttatott volt uradalmi cselédek, a falusi agrárproletárok egy része, sőt még a törpe kisparasztok is közösen szövetkezetbe léptek.
Heréd első termelőszövetkezete 1949-ben alakult, és a Micsurin nevet viselte. Az Új-pusztán hozták létre. 1956. decemberig működött. A következő termelőszövetkezet a falu belterületén élő falusi emberekből szerveződött, 1952-ben alakult. Az Új barázda elnevezést kapta, és ez is 1956-ig működött. A Haladás Tsz Új-pusztán alakult 1957 januárjában. Az 1959 márciusában alakult Mátravidéki Tsz-be a falu zöme belépett, igaz, erőltetve, kényszerrel, a falujárók nyomására. Saját lovaikkal és gazdasági felszereléseikkel léptek be a gazdák. A Haladás és a Mátravidéki Tsz-ek 1962. január elsejétől egyesültek és Mátravidéki Tsz néven folytatták a gazdálkodást. 1975. január 1-jén a herédi Mátravidéki és a nagykökényesi Rákóczi Tsz egyesült, neve Barátság Tsz lett. 1978. január 1-jétől a Barátság Tsz és a boldogi Béke Tsz valamint a hatvani Lenin Tsz egyesültek Lenin Tsz néven. 1992. december 23-án a Hatvani Lenin Tsz-ből kiváltak a herédi és nagykökényesi tagok, és megalakult a Heréd – Nagykökényes Mezőgazdasági Szövetkezet. Székhelye: Nagykökényes, Tamota-puszta. Működését 1993. január 1-jétől kezdte, és jelenleg is ebben a formában működik.
Megalakult Heréden is a Földkiadó Bizottság. Munkáját 1993. október 10-én befejezte.

### A község további intézményei
- A terménydaráló évtizedeken át szolgálta a falu lakosságát. Az ÁFÉSZ a hetvenes évek elején nyitotta meg a zöldségüzletet. Az Olajkút az ÁFÉSZ üzemeltetésében nyílt 1970-ben, amikor elterjedtek az olajkályhák. A Terménybolt kb. 20 éven át működött.
- Takarékszövetkezet

1950-ben fuzionált (egyesült) a régi Hangya Szövetkezet a Földművesszövetkezettel. Majd 1952-ben a Herédi-Lőrinci és Nagykökényesi Földművesszövetkezet egyesült, s a Heréd és Vidéke Körzeti Földművesszövetkezet néven működött ezután. ÁFÉSZ néven is üzemelt. 1973. június 1-jétől 1977. július 4-ig négy község, Hort, Heréd, Boldog, Csány együtt munkálkodott. 1977. július 4-től Heréd a Hatvan és Vidéke Takarékszövetkezet tagja, 2019-ben megszűnt.

## Nevezetességei
- Hősök szobra

1948 januárjában a községben elhatározták, hogy a bombázások következtében rombadőlt római katolikus elemi iskola helyén felépítik a hősök szobrát. Ezt 1948. március 15-ére az 1848-as pesti forradalom 100. évfordulójára meg is valósították, a lakosság lelkes és önkéntes áldozatkészségéből a szobor költségeit is fedezték. A községben látható egy első világháborús emlékmű katona szoborral és az 1848-as centenáriumi emlékmű. A világháborús emlékművön az első világháborúban és a második világháborúban elesettek nevei olvashatók.
- Római katolikus templom

A mai templom hajója 1777-80 között épült fel a régi szentély újjáépítésével. Jellege szabadon álló, egyhajós, homlokzati tornyos barokk épület a 18. század végéről.
- Az 1960-as felméréskor 12 népi műemlék jellegű lakóházat írtak össze a faluban.

- Búcsú

Heréden hagyományosan Mindenszentek ünnepén tartották a község búcsúját. Mivel az időpont túl közel volt a Halottak napjához, s az ilyenkor szokásos vigalom zavarhatta a gyászolók kegyeleti érzéseit, 1996-ban változtattak az időponton. A búcsút a kápolna felszenteléséhez kapcsolták. A szent kereszt felmagasztalásának napja szeptember 14., így az egyházi ünnepségre az ezt követő vasárnap kerül sor.
- Emlékpark

A temetővel szemben került kialakításra a trianoni békeszerződés miatt elcsatolt magyar területek emlékére.

## Ismert személyek

### Díszpolgárok
- Taby Árpád (1896–1973) katonatiszt, testőrőrnagy, országgyűlési képviselő[17]

## Képek

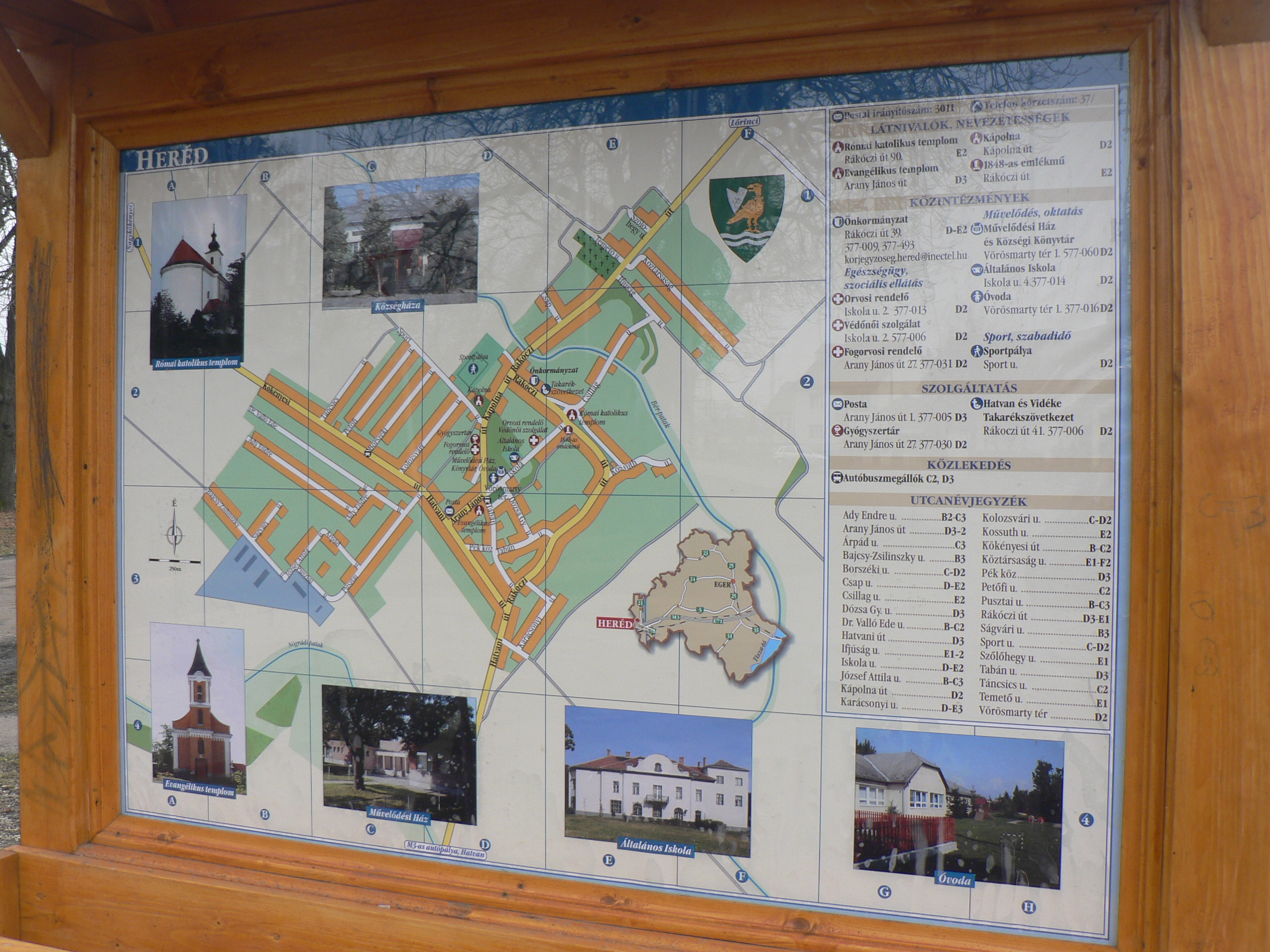
Heréd. Tájékoztató tábla.
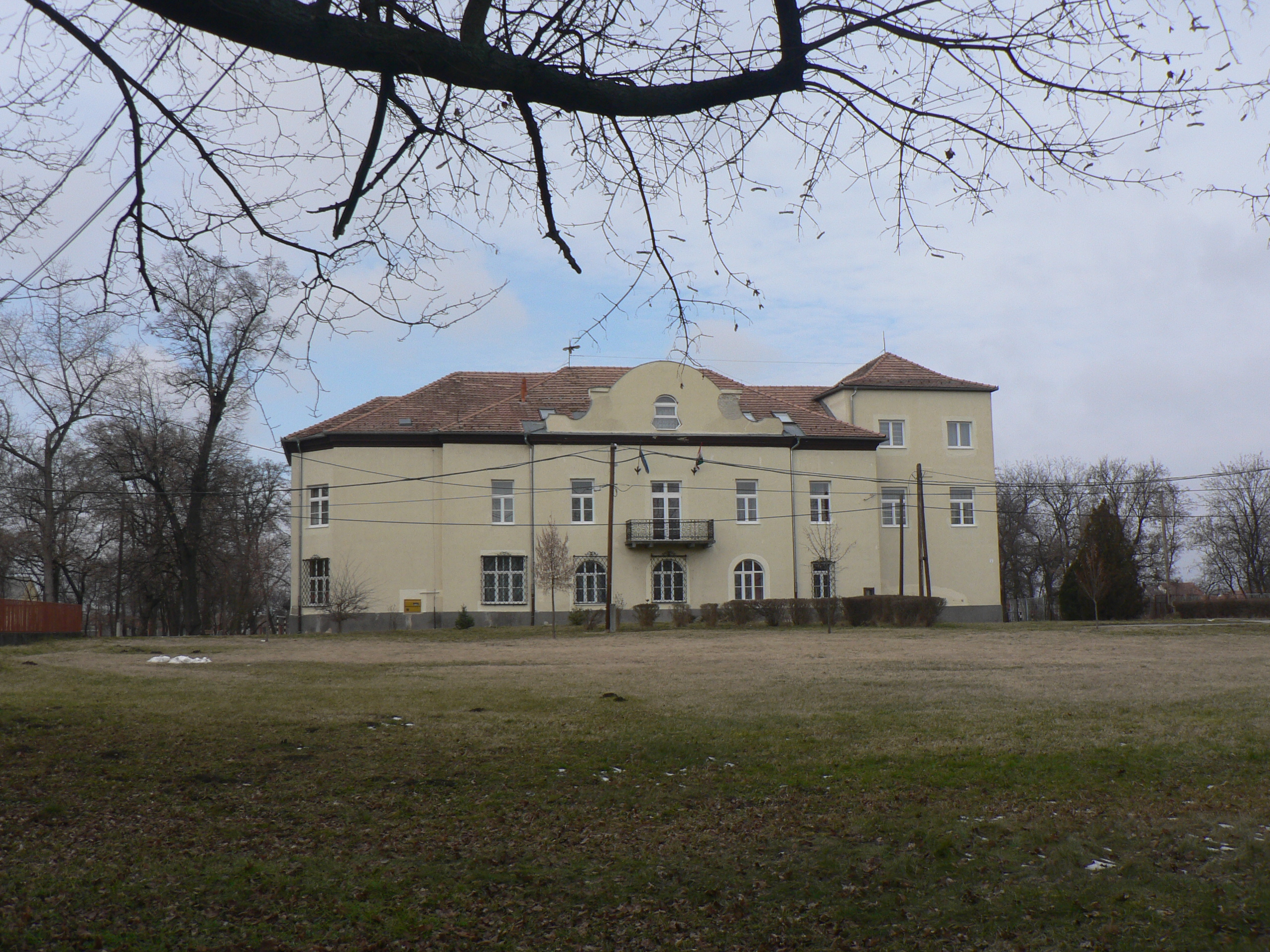
A volt kastély - ma iskola
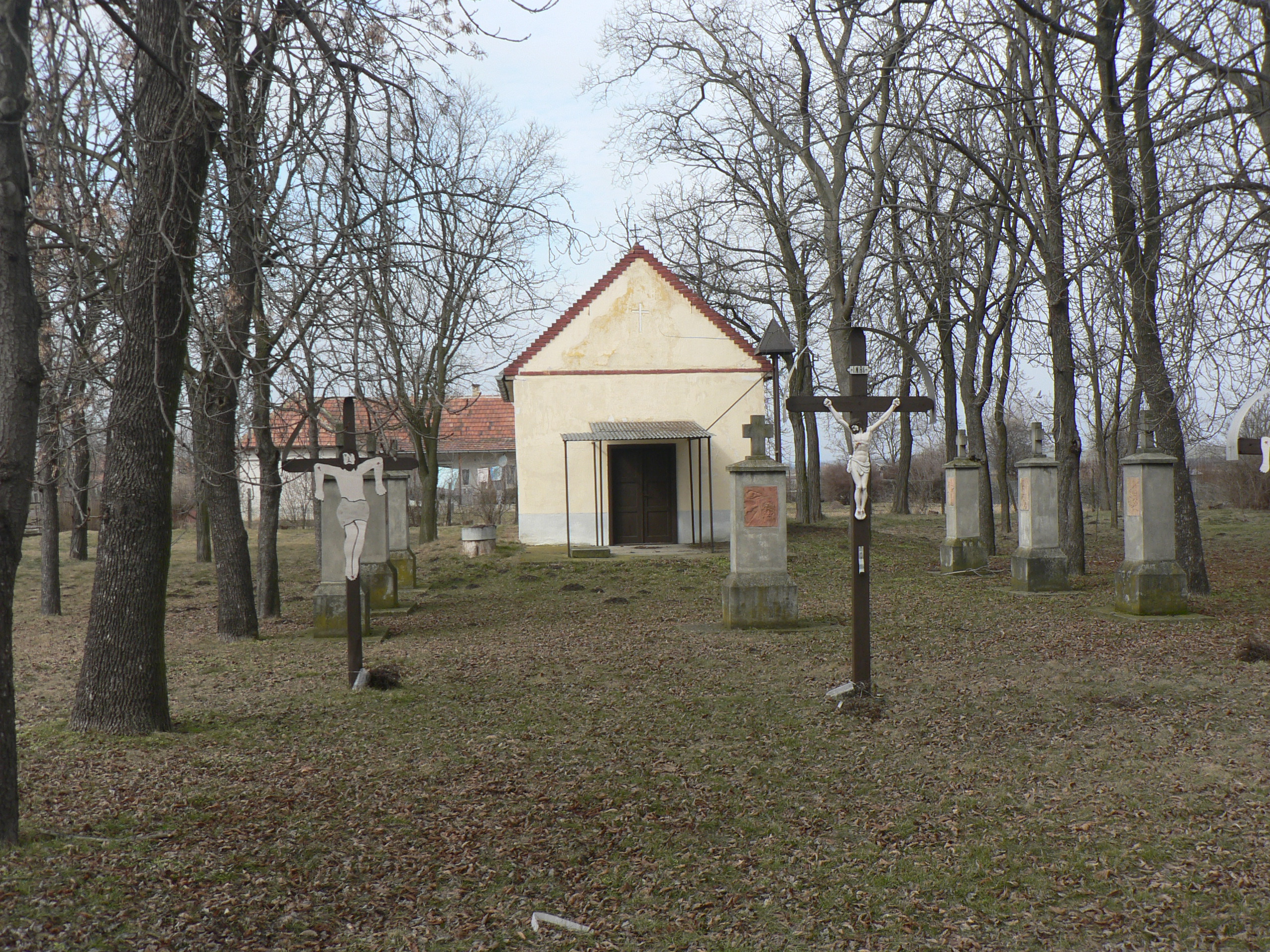
Kápolna a Kápolna utcában
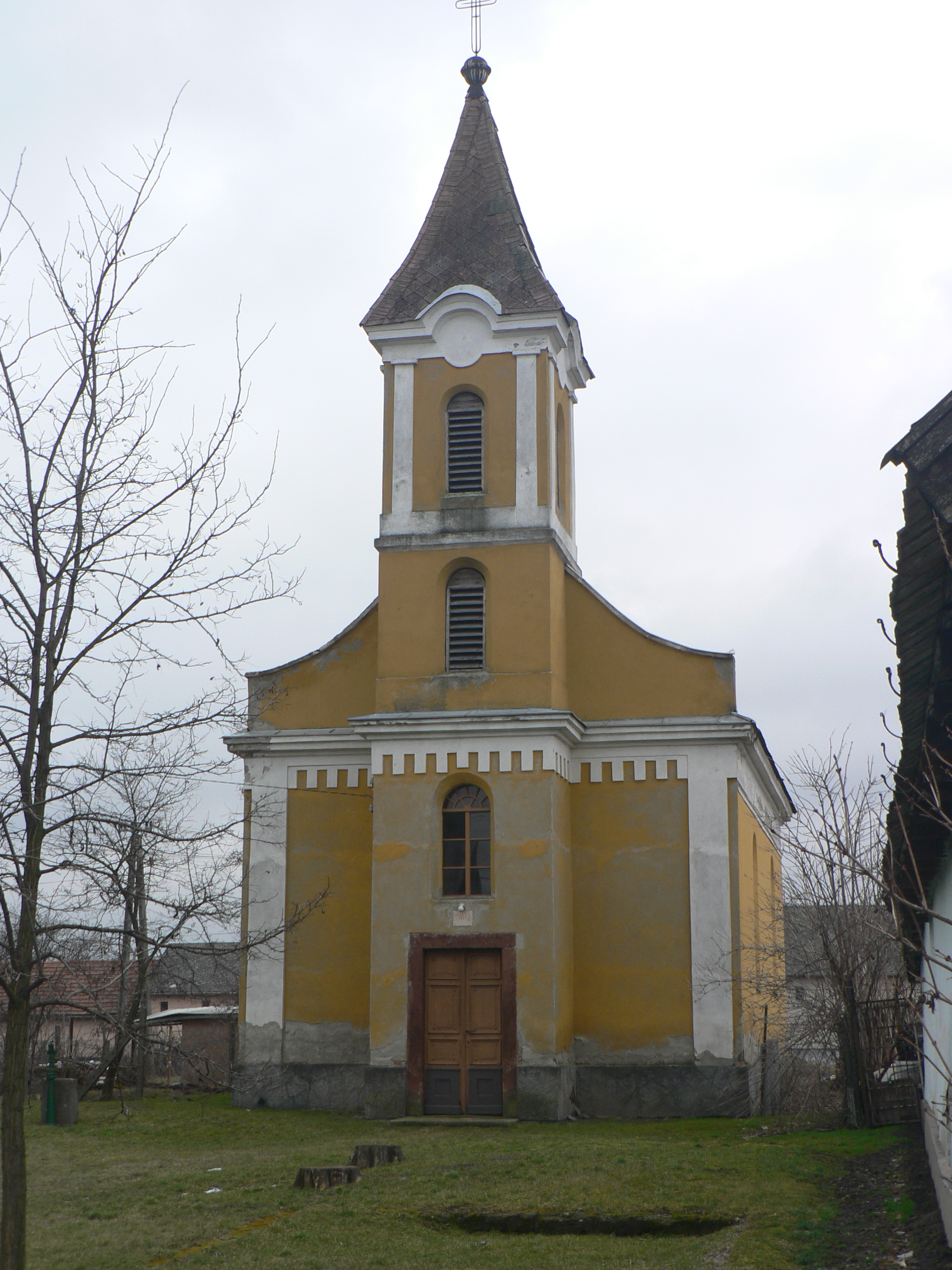
Az evangélikus templom
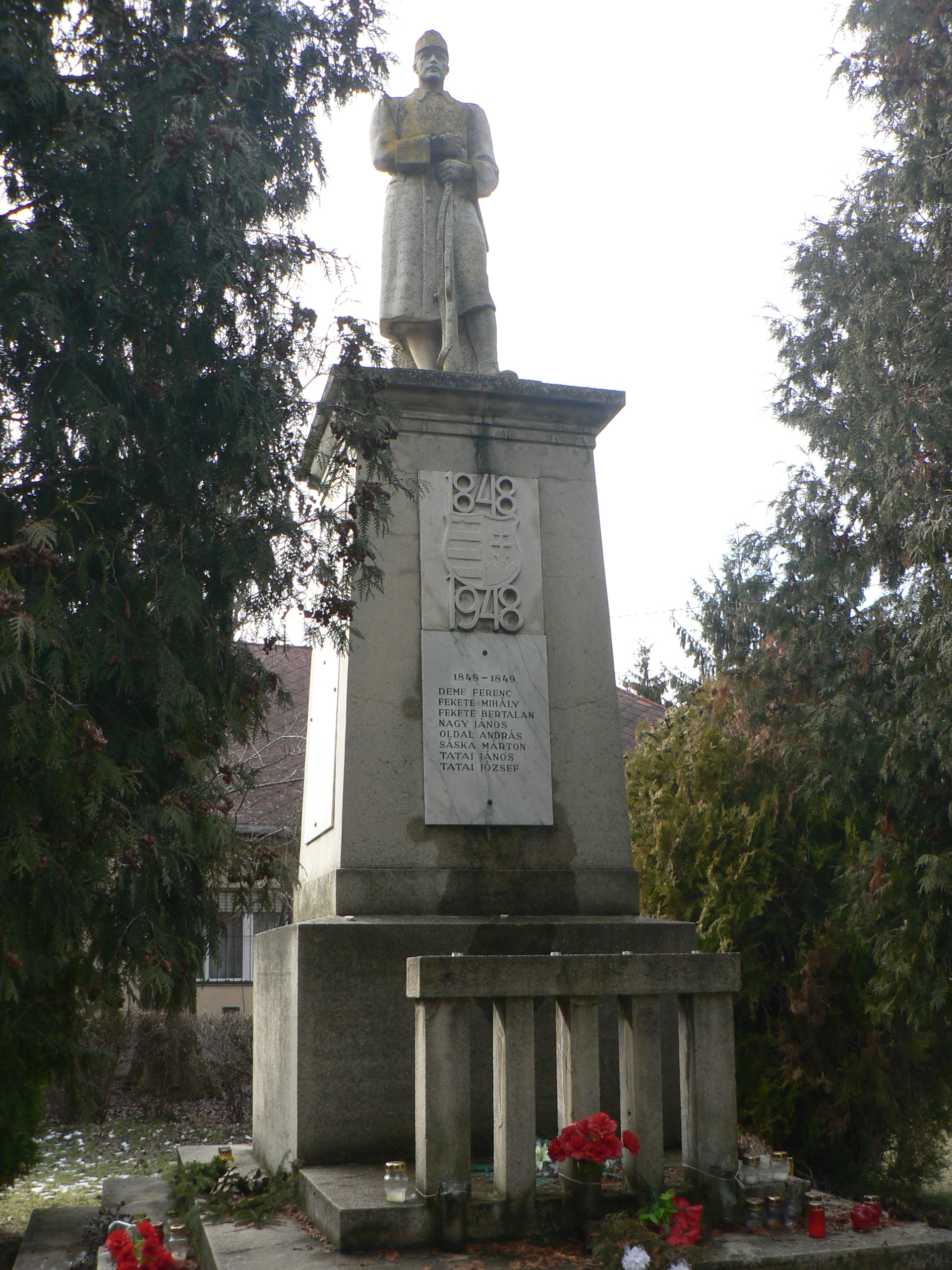
A hősi emlékmű
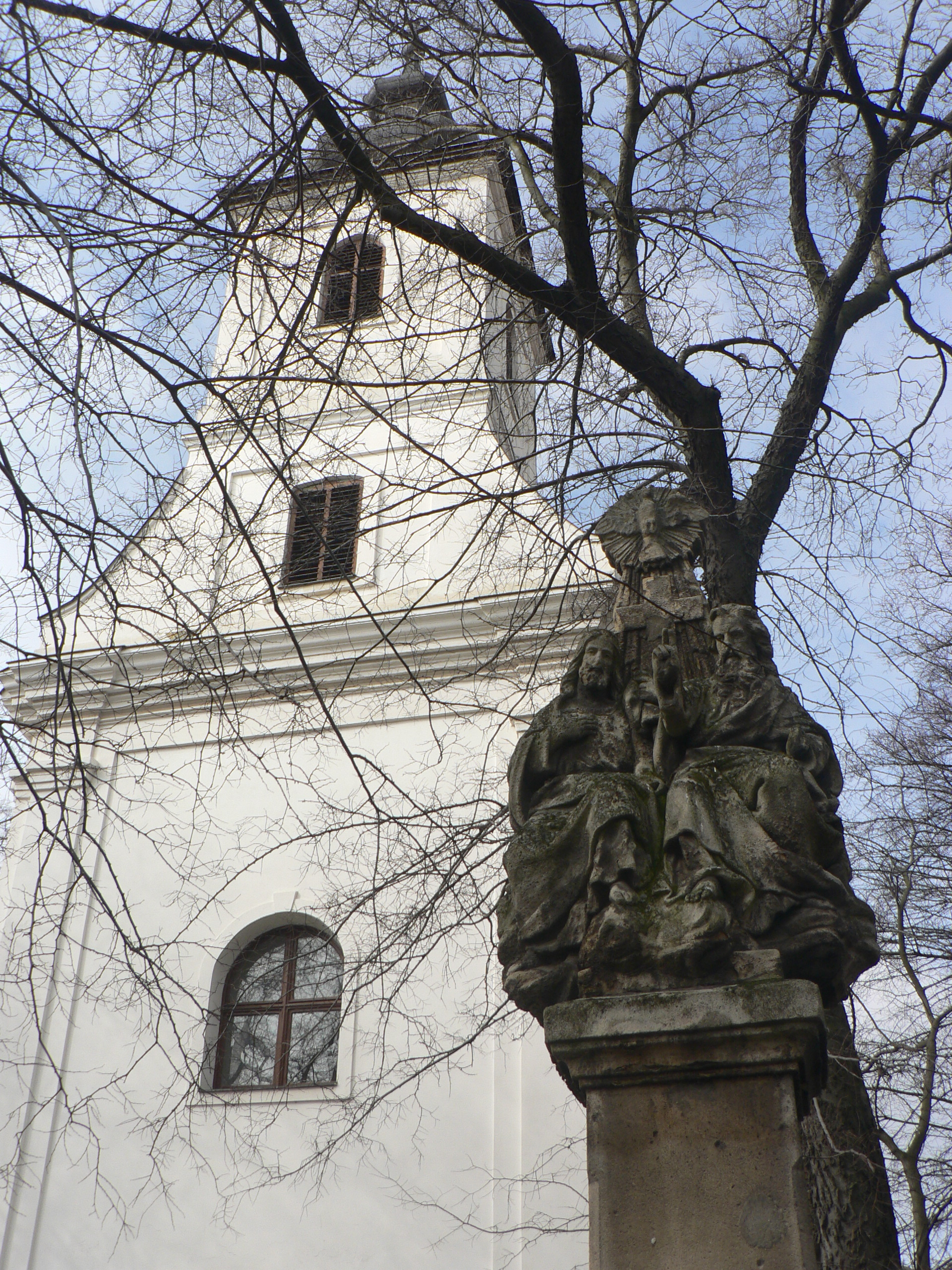
A Szentháromság szobra a herédi rk. templom előtt
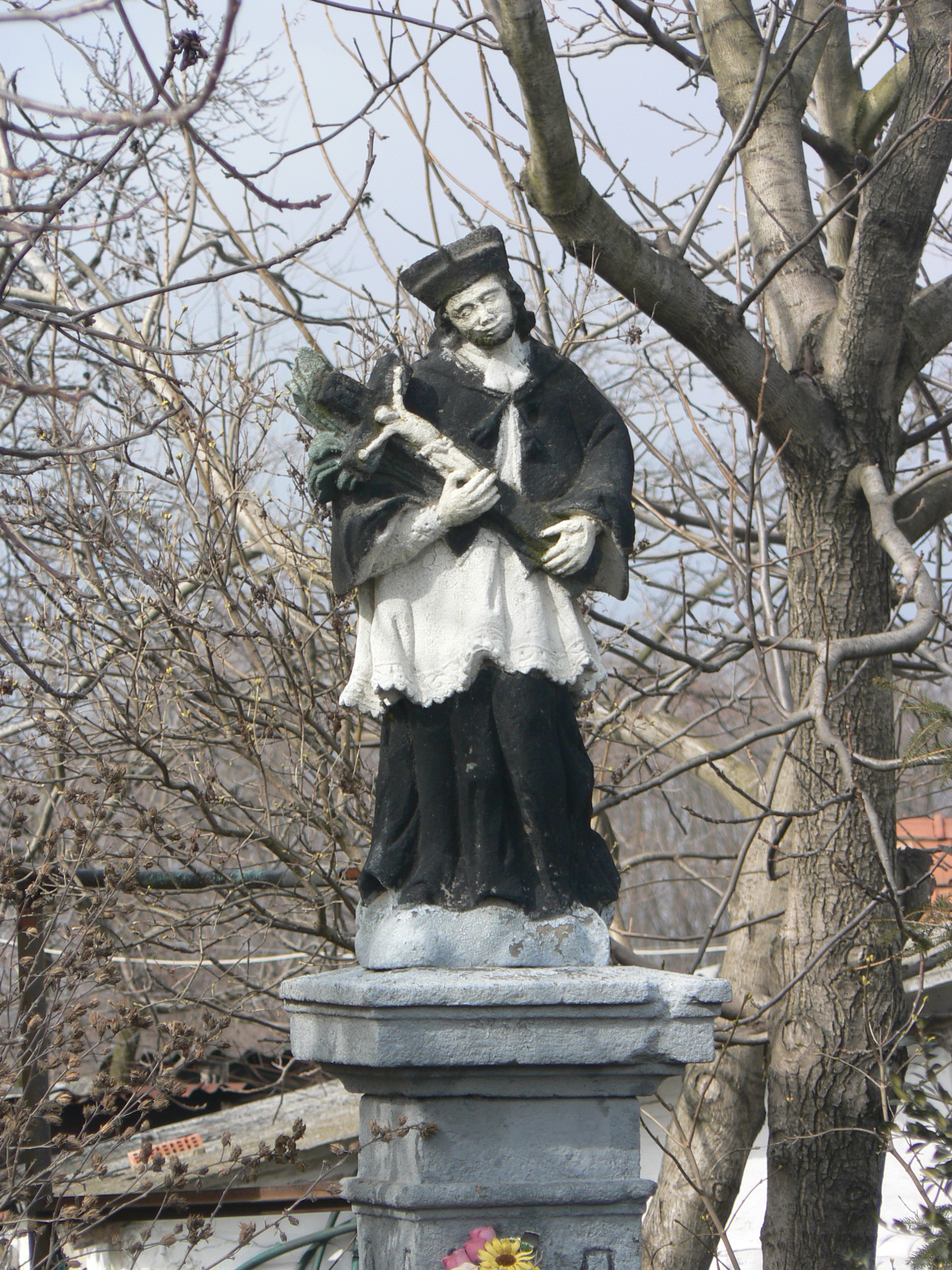
Nepomuki Szent János szobra a Bér-patak hídjánál vigyáz az úton járókra

## Külső hivatkozások
- Herédi népdalkör Archiválva 2022. május 23-i dátummal a Wayback Machine-ben
- Kezdőlap (hered.hu)
- Herédi Iskolás Gyerekekért Alapítvány - Hivatalos honlap (higya.hu)
- Herédi Általános Iskola - Hivatalos honlap (herediiskola.hu)